# ¿Qué sucedió en la Luna?
¿Qué sucedió en la Luna? (What happened on the Moon?) es un trabajo pseudodocumental sobre las misiones del programa Apolo en el que su director, el británico David Percy, intenta demostrar que el hombre nunca llegó a la Luna, enfatizando sus críticas en las fotografías que la NASA tomó sobre la superficie del satélite y que él asegura serían un montaje.
Prácticamente todos los científicos, técnicos e interesados en la historia de la exploración espacial han rechazado las afirmaciones de que los alunizajes fueron un montaje, argumentando que las presuntas anomalías e interrogantes han sido respondidos adecuadamente.

## Introducción
El pseudo-documental se centra en cuestionar la capacidad de la NASA para enviar a una persona a la Luna y traerla de regreso a la Tierra de manera segura. El pseudo-documental consta de tres partes. En la primera, se hace un estudio de las fotografías y de la cobertura televisiva de la misión. La segunda parte analiza los probables peligros de la radiación cósmica durante el desarrollo de un viaje espacial y la tercera explica algunos problemas con la tecnología de los cohetes. Las dudas y cuestionamientos del pseudodocumental son presentados a funcionarios de la NASA, quienes siempre rechazan las afirmaciones de Percy.

## Primera parte
Analiza y estudia las características de las montañas al fondo de las fotografías y afirma que todas ellas tienen las mismas formas y pendientes; incluso en las imágenes de las distintas misiones del Apolo tal similitud se mantiene. Concluye entonces que se trataría por ello de una misma escenografía, que habría sido utilizada para realizar las fotografías de todas las misiones. 
Sin embargo, las misiones Apolo alunizaron en sitios muy diferentes desde el punto de vista visual y geológico. Por ejemplo, el Apolo 11 y el Apolo 12 alunizaron en regiones llanas, el Mar de la Tranquilidad y el mar de las Tormentas, respectivamente. Sin embargo, el Apolo 15 alunizó muy cerca del monte Hadley, el Apolo 16 en la región montañosa llamada Descartes y el Apolo 17 en el valle de Taurus-Littrow, regiones todas ellas que se diferencian claramente.
El film sostiene también que los saltos en un ambiente de 1/6 de gravedad son simulados, mediante el uso de cables que levantarían y sostendrían a los astronautas. Concluye con una entrevista a un experto de la compañía Hasselblad, fabricante de las cámaras fotográficas que fueron utilizadas para la toma de imágenes sobre la superficie lunar.

## Segunda parte
Estudia y destaca las dificultades tecnológicas que cualquier misión espacial habría enfrentado en un intento de viaje a la Luna. Una de ellas sería la necesidad de proteger a los astronautas de la radiación letal de la magnetosfera (cinturones de Van Allen). El vídeo denuncia que la NASA habría tratado de abrir una especie de túnel a través de los cinturones de Van Allen mediante la detonación de una bomba de un megatón a unos 400 kilómetros de distancia de la Tierra, pero el resultado de tal explosión, afirma Percy, habría causado efectos no deseados al intensificar los campos de radiación y haber creado un tercer cinturón, más próximo a la Tierra y con una intensidad de radiación mayor que la de los cinturones naturales.
La detonación a la que el vídeo hace referencia, conocida como Starfish Prime, fue llevada a cabo por el ejército de Estados Unidos, no por la NASA, y su objetivo no era "abrir un túnel" en los cinturones de Van Allen, sino que estaba enmarcada en los proyectos de prueba de bombas nucleares a gran altitud en la atmósfera. La explosión creó un tercer cinturón de radiación, pero no es cierto que fuera más intenso que los naturales (los autores del vídeo no proporcionan ninguna referencia científica), y se disipó en pocos años.

## Tercera parte
La película denuncia también una supuesta cooperación secreta entre los soviéticos y los estadounidenses para llevar a cabo estos montajes. Asegura, por ejemplo, que los rusos habrían enviado a la Luna instrumentos repetidores para simular transmisiones desde la Luna. El pseudo-documental se atreve también a señalar que el viaje del primer hombre al espacio exterior, el de Yuri Gagarin, también habría sido un engaño, y que la cápsula del Vostok 1 despegó vacía, mientras Gagarin permanecía oculto en la Tierra.
Otra de las acusaciones hechas por David Percy en este film es el supuesto plagio hecho por la NASA de una película realizada anteriormente por el cineasta alemán Fritz Lang, en 1928 (La mujer en la Luna). Percy resalta las similitudes entre la película de Lang y las tomas de vídeo oficiales del Apolo 11 y destaca las siguientes:
1. Los cohetes fueron ensamblados verticalmente en un edificio grande.
2. Los cohetes fueron transportados en posición vertical sobre una plataforma rodante.
3. Se llevó a cabo una cuenta regresiva que añadía un efecto dramático al lanzamiento.
4. Los cohetes tenían tres etapas y soltaban cada fase cuando el combustible se acababa.
5. Los astronautas estaban amarrados con correas a las sillas.
6. Ambas películas muestran líquido en gravedad cero.
7. Ambas muestran la aparición de la Tierra sobre el horizonte desde la Luna.

Finalmente Percy asegura que Fritz Lang habría sido colaborador de Wernher von Braun en la producción de vídeos promocionales que convencieran a Hitler de proveer fondos para la investigación en cohetes. Una vez terminada la guerra, Lang también habría trabajado para la NASA, al igual que von Braun.